# Cytora annectens
Cytora annectens là một loài very ốc hô hấp trên cạn cỡ nhỏ có nắp, là động vật thân mềm chân bụng sống trên cạn thuộc họ Pupinidae.

## Phân bố
Loài này có ở New Zealand.